# Aa
Aa је род, из породице орхидеја (Orchidaceae). Пореклом из хладних станишта Анда и Коста Рике најчешће у близини малих водотокова.
Обухвата 28 врста. Распрострањен је на подручју Анда и у Коста Рики. Род је описао Хајнрих Густав Рајхенбах 1854 године, а посљедње 4 врсте откривене су тек 2010-тих година, од којих једна 2011, и 3 врсте 2014. године.

## Врсте
Следеће врсте рода Aa су прихваћене:
- Aa achalensis Schltr. 1920 (Аргентина)
- Aa argyrolepis Rchb.f. 1854 (Колумбија до Еквадора)
- Aa aurantiaca D.Trujillo (Перу)[3][4]
- Aa calceata (Rchb.f.) Schltr. 1912 (Перу до Боливије)
- Aa colombiana Schltr. 1920 (Колумбија до Еквадора)
- Aa denticulata Schltr. 1920 (Колумбија до Еквадора)
- Aa erosa (Rchb.f.) Schltr. 1912 (Перу)
- Aa fiebrigii (Schltr.) Schltr. 1912 (Боливија)
- Aa figueroi Szlach. & S. Nowak, 2014[5]
- Aa hartwegii Garay 1978 (Еквадор, Колумбија, Венецуела)
- Aa hieronymi (Cogn.) Schltr. 1912 (Аргентина)
- Aa lehmanii Rchb. f. ex Szlach. & Kolan., 2014[6]
- Aa leucantha (Rchb.f.) Schltr. 1920 (Колумбија до Еквадора)
- Aa lorentzii Schltr. 1920 (Аргентина)
- Aa lozanoi Szlach. & S. Nowak, 2014[7]
- Aa macra Schltr. 1921 (Еквадор)
- Aa maderoi Schltr. 1920 (Еквадор, Колумбија, Венецуела)
- Aa mandonii (Rchb.f.) Schltr. 1912 (Перу до Боливије)
- Aa matthewsii (Rchb.f.) Schltr. 1912 (Перу)
- Aa microtidis Schltr. 1922 (Боливија)
- Aa nervosa (Kraenzl.) Schltr. 1912 (Чиле)
- Aa paleacea (Kunth) Rchb.f. 1854 (Коста Рика до Боливије)
- Aa riobambae Schltr. 1921 (Еквадор)
- Aa rosei Ames 1922 (Перу)
- Aa schickendanzii Schltr. 1920 (Аргентина)
- Aa sphaeroglossa Schltr. 1922 (Боливија)
- Aa trilobulata Schltr. 1922 (Боливија)
- Aa weddelliana (Rchb.f.) Schltr. 1912 (Перу до северозападне Аргентине)

синоними:
- Aa gymnandra (Rchb.f.) Schltr. 1912 a synonym of Myrosmodes gymnandra (Rchb.f.) C.A.Vargas[8]
- Aa inaequalis (Rchb.f.) Schltr. 1912 (Peru to Bolivia);  a synonym of Myrosmodes inaequalis (Rchb.f.) C.A.Vargas[9]